# Autómatas de Jaquet-Droz

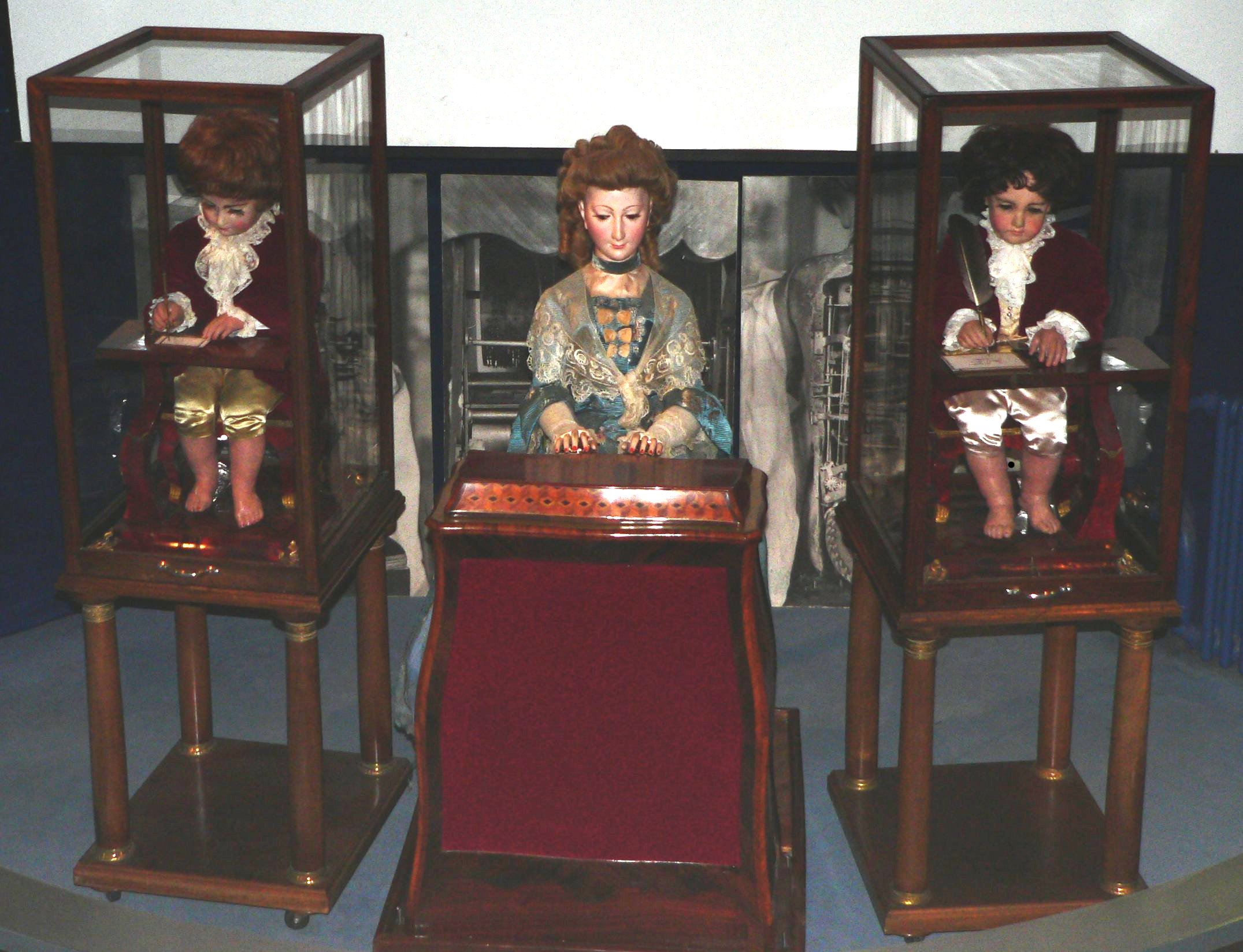
Autómatas de Jaquet-Droz.

El término autómatas de Jaquet-Droz se refiere, de entre los muchos autómatas construidos por la familia Jaquet-Droz, a tres de ellos que están expuestos en el Musée d’Art et d’Histoire de Neuchâtel, Suiza. A este trío de muñecos mecánicos, que hasta el día de hoy siguen en funcionamiento, se les conoce individualmente como «la organista», «el dibujante» y «el escribano», y fueron construidos entre 1768 y 1774 por el célebre relojero suizo Pierre Jaquet-Droz, su hijo Henri-Louis y su socio Jean-Frédéric Leschot. Algunos los consideran como parte de los predecesores remotos de los robots modernos.
«La organista», «el dibujante» y «el escribano» se presentaron al público por primera vez en 1774 en La Chaux-de-Fonds, y en los años posteriores fueron trasladados a exposiciones en varias ciudades europeas, provocando el miedo y la admiración de los espectadores.

## La organista

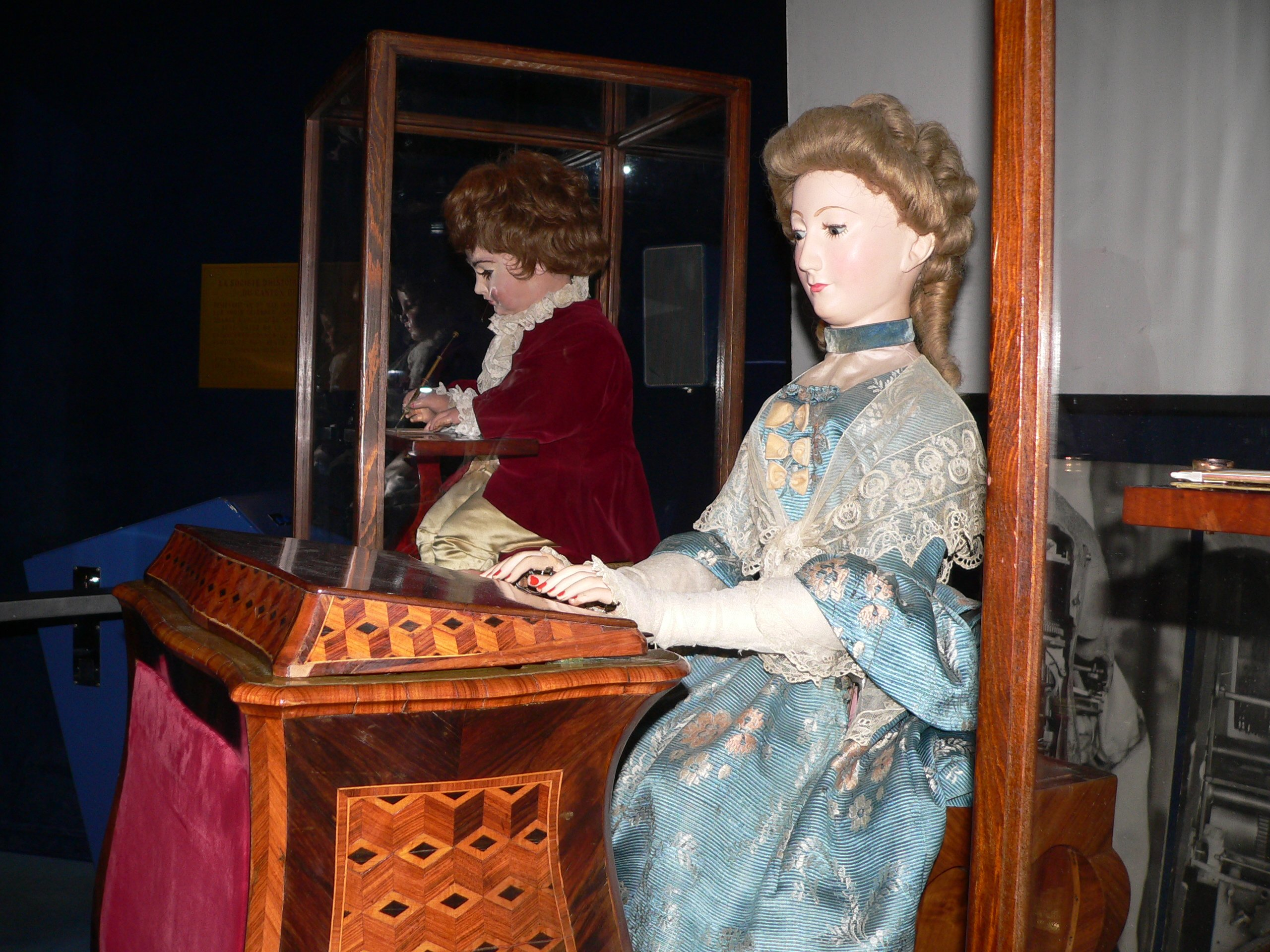
«La organista» emula los movimientos que un ser humano realizaría al tocar un teclado

«La organista» es un autómata en forma de mujer que toca un órgano, construido especialmente para adaptarse a él. El órgano es verdadero, y cuando el autómata oprime las teclas con sus dedos, el instrumento musical produce las melodías que se programaron en el muñeco. Con sus más de 2000 piezas, «La organista» puede dirigir la mirada hacia las teclas de su instrumento, mecer el cuerpo mientras toca, mover el pecho como si respirara e inclinar la cabeza a modo de reverencia cuando finaliza una pieza.

## El dibujante

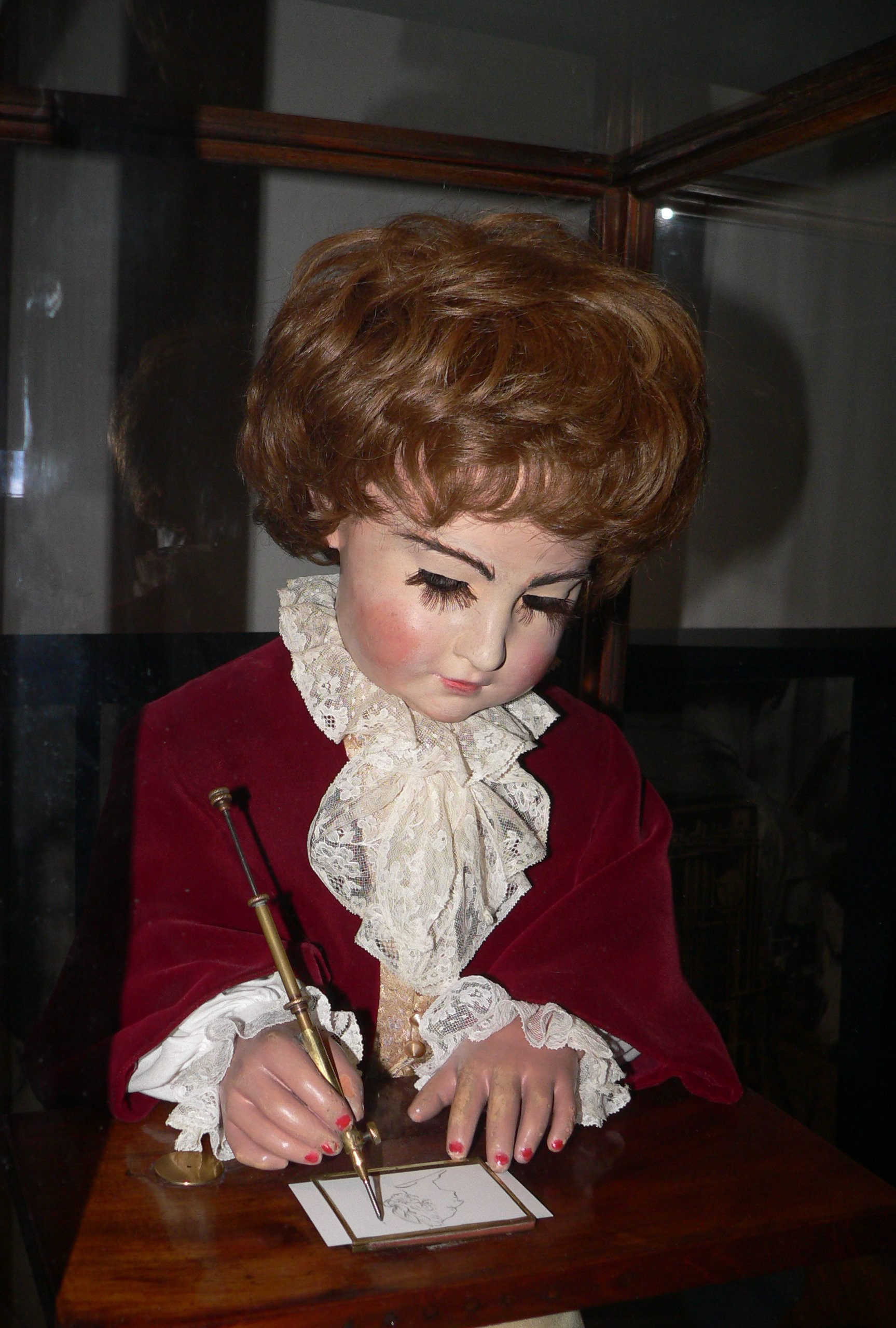
«El dibujante», realizando una ilustración

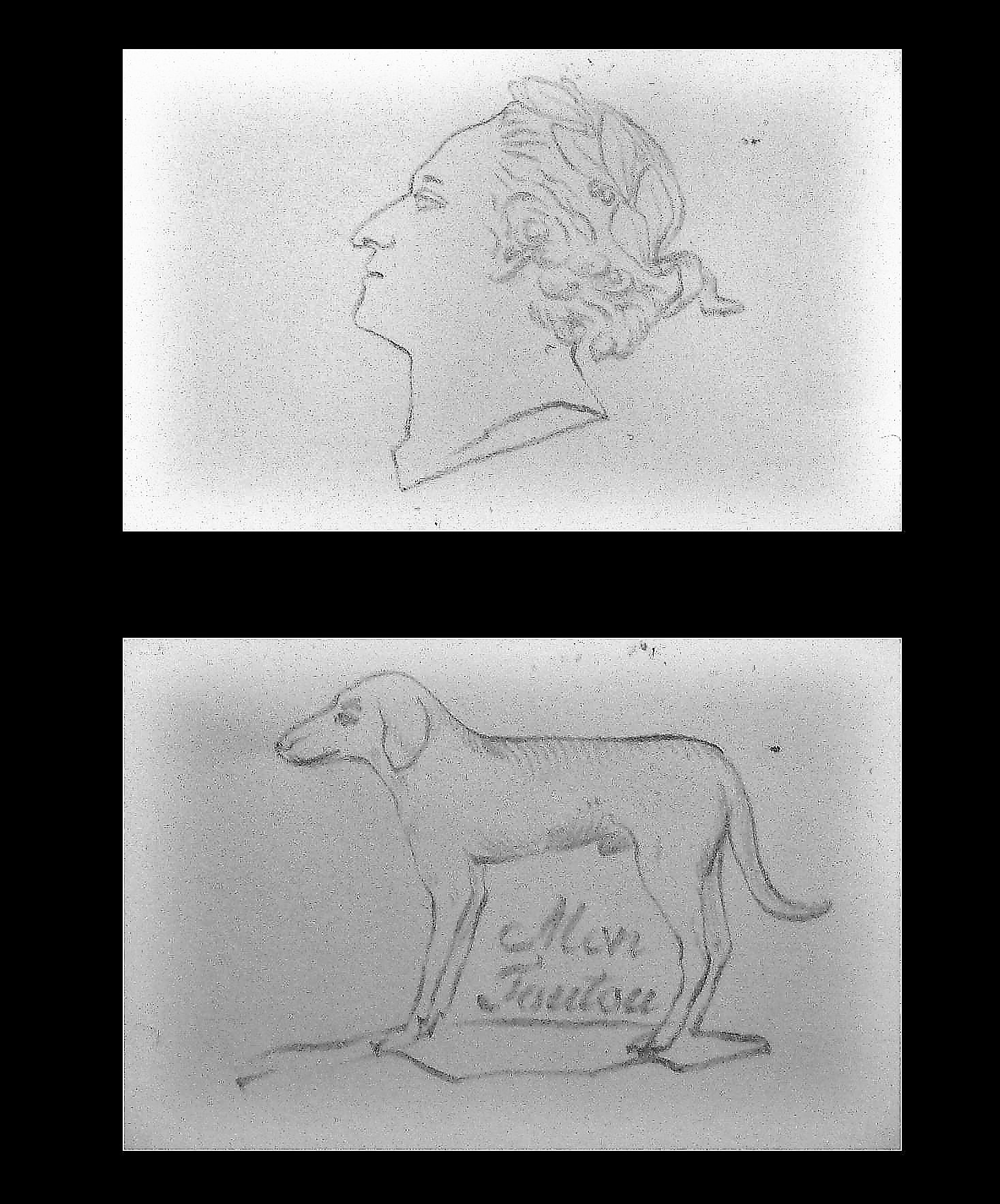
Dos de los dibujos que el autómata puede crear

«El dibujante», que tiene la forma de un niño sentado en un pupitre al lado del comedor, está construido con unas 2000 piezas y puede realizar cuatro dibujos distintos: un retrato de Luis XV, una pareja real ―se cree que se trata de Luis XVI y María Antonieta―, un perro con la frase Mon toutou (‘mi perro’) escrita a un lado, y a Cupido subido a una carroza tirada por una mariposa; pasando por todos los pasos del dibujo académico ―esbozo, repaso de las líneas, sombreado y retoques finales―.
Al igual que «la organista», imita el comportamiento de un ser humano mientras realiza la tarea para la que fue programado, pues mueve los ojos e incluso puede soplar sobre el papel para quitarle los restos de grafito del lápiz.

## El escribano

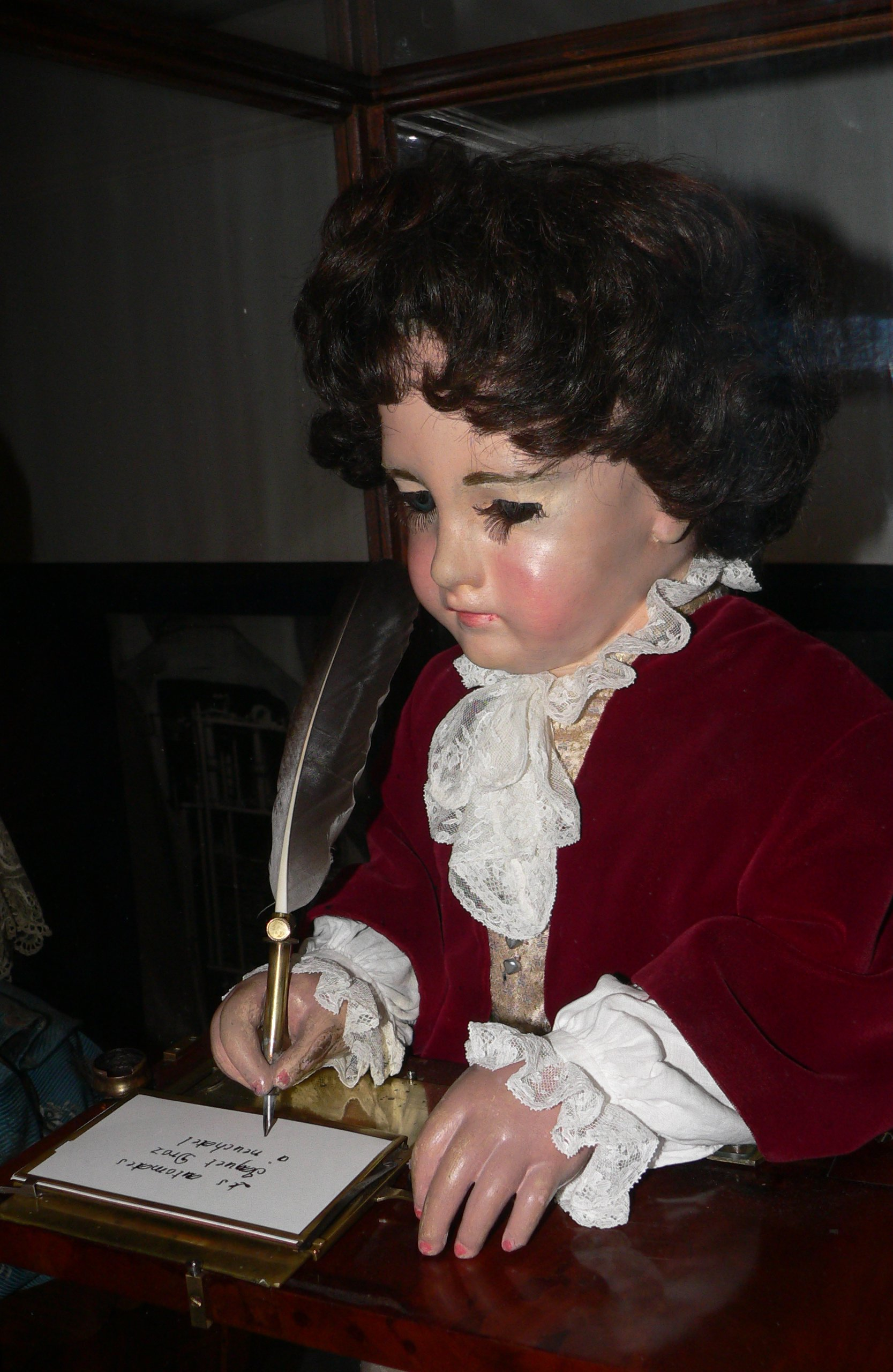
«El escribano» puede escribir mensajes cortos personalizados

«El escribano» es el más complejo de los tres autómatas, con más de 6000 piezas ensambladas durante seis años. Su diseño es la evolución de un autómata anterior construido por los Maillardet, también con forma de niño, y que podía escribir en inglés y francés, así como realizar algunos dibujos. La versión de Jaquet-Droz puede escribir con una pluma gracias a una rueda integrada en su mecanismo interno donde se seleccionaban los caracteres uno a uno, pudiendo escribir así textos cortos, de unas cuarenta palabras de longitud. Este autómata moja la pluma en la tinta de vez de cuando, escurre el sobrante para no manchar el papel, levanta la pluma como si estuviera pensando y sigue la pluma con la mirada mientras escribe y mientras recarga la tinta.